# Марсель

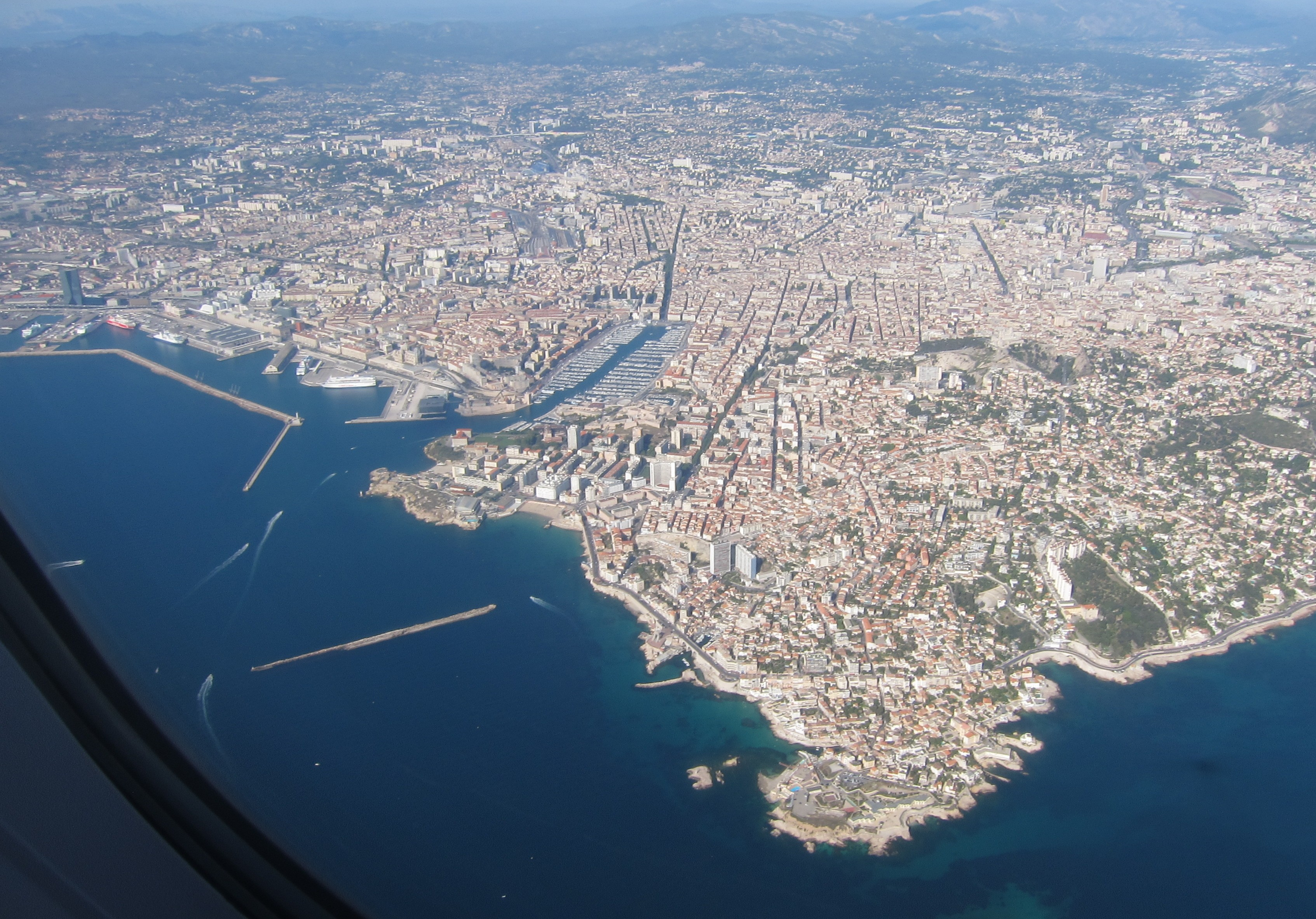
Вид з повітря

Марсе́ль (дав.-гр. Μασσαλία, лат. Massilia, прованс.: Marselha [maʀˈsejɔ, -ˈsijɔ], фр. Marseille фр. вимова: [maʁsɛj], англ. Marseille англ. вимова: [mɑːrˈseɪ]) — місто та муніципалітет у Франції, адміністративний центр регіону Прованс — Альпи — Лазурний Берег та департаменту Буш-дю-Рон, у давнину — одне з найвизначніших міст-держав у Середземному морі.
Населення — 851 420 осіб (2008). Друге за чисельністю населення місто Франції після Парижа. Найбільший порт Франції, одне із найбільших міст на Середземному морі. Розташоване поблизу гирла річки Рона.
Муніципалітет розташований на відстані близько 660 км на південь від Парижа.

## Географія
Зі сходу місто півкільцем оточують гори, на заході — води Середземного моря зі скелястими Фріульськими островами, один з яких, острів Іф, став відомим у всьому світі завдяки роману Александра Дюма «Граф Монте-Крісто». Місто є головним для потужної агломерації (1,6 млн ос.) навколо нього і другим містом за чисельністю населення у Франції.

## Історія
Місто було засноване близько 600 р. до н. е. колоністами з іонійського міста Фокея під керівництвом ойкістів Сімоса і Протіса, до яких приєдналися ефесці, очолювані Аристархою, яка забрала з собою статую Артеміди із славнозвісного храму.

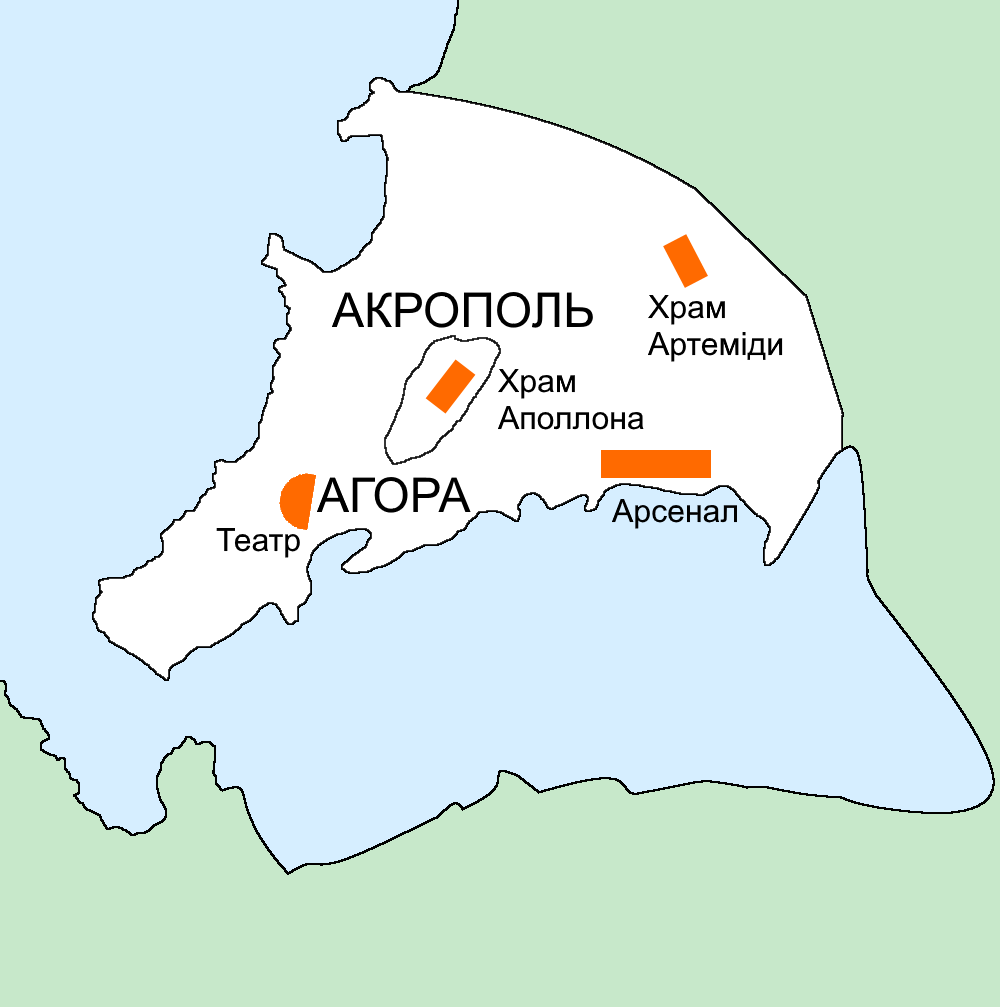
Грецька Массалія

Колонія була заснована на узбережжі, населеному лігурійськими племенами саліїв. За однією з версій саме від цього етноніму і походить грецька назва міста — Массалія. Протіс встановив дружні стосунки з місцевим ватажком на ім'я Нанн, а дочка Нанна Гіптіс погодилася вийти за Протіса заміж — віддавши греку келих з водою. На пагорбі, що височів над гаванню, греки збудували акрополь, на якому були розташовані храми Артеміди (що мав назву Ефесія) та Аполлона. Місто амфітеатром спускалося до моря, де був збудований порт, що отримав назву Лакидон. З боку моря порт надійно закривали три острови. Від нападів з суходолу місто захищали потужні мури. Стосунки массаліотів з саліями були напруженими — першу спробу захопити місто сусіди зробили вже за сина Нанна.
Водночас, лігури і галли багато чого запозичили у переселенців — саме з появою греків пов'язують поширення в приальпійських областях культури маслин і винограду, а також початок будівництва поселень, обнесених кам'яними мурами. Щоправда, власне виробництво олії і вина в Массалії було незначним, землеробство суттєво поступалося за своїм значенням рибальству і торгівлі. Саме захист інтересів власних комерсантів і рибалок змусили Массалію вже на початку VI ст. до н. е. втягнутися у війну з Карфагеном, що навіть отримала назву «рибальської війни». Завдяки союзу з Тартессом массаліоти перемогли і закріпили за собою лідерство в усьому північно-західному Середземномор'ї. Щоправда, формально місто залишалося у підпорядкуванні метрополії, а після захоплення Фокеї персами (546 р. до н. е.) навіть змушене було приймати нову хвилю переселенців.
Битва при Алалії поклала край фокейській талассократії і послабила позиції греків загалом. Проте Массалія отримала від цього чималий зиск. Адже тепер вона була цілком самостійною і вільною у здійсненні своїх експансіоністських намірів. Доволі швидко массаліоти встановили свій контроль над морським узбережжям від Етрурії до Іспанії, підпорядкувавши собі усі грецькі поселення в цьому регіоні. Утворена таким чином держава певним чином нагадувала карфагенську, що в цей час формувалася на протилежному березі Середземного моря. У встановленні союзницьких стосунків із італійськими містами, зокрема і з Римом, Массалія навіть випередила пунійців. Не забарилося і нове зіткнення між двома конкурентами. Нова війна завершилася блискучою перемогою массалійського флоту під керівництвом Геракліда Міласького у Артемісія Іберійського (484 р. до н. е.). Карфагеняни змушені були визнати «сферою впливу» Массалії усе узбережжя на північ від Артемісія, але Гібралтарська протока для греків була закрита.
Зацікавленість у товарах, що постачалися з Атлантики, змусила массаліотів шукати інші торговельні шляхи — не стільки морські, скільки річкові — Роною, Луарою, Сеною. Врешті решт це дозволило їм отримувати британське олово без посередництва фінікійців. А наприкінці IV ст. до н. е. массаліот Піфей здійснив безпрецедентно далеку мандрівку під час якої досліджував не лише Британію і Арморику, але й Ірландію, узбережжя Північного моря та південь Скандинавії. Північна торгівля сприяла справжньому розквіту Массалії. Місто розширює свою хору, зводить нові мури, залишки яких збереглися донині, будуються верфі (дав.-гр. νεώσοικοι) та зброярні (дав.-гр. ὁπλοθήκη).
Владу в Массалії міцно утримували у своїх руках великі торгівці і лихварі. Не в останню чергу — завдяки олігархічній конституції. Роль народних зборів у місті була такою малопомітною, що про них не залишилося певної згадки у письмових джерелах.
Вищим владним органом полісу джерела називають «Раду шестисот», членів якої іменували тімухами (дав.-гр. τιμοῦχοι). Потрапити до неї міг лише громадянин у третьому поколінні, що вже мав власних дітей. Але виборів в звичному для сучасників сенсі не було, замість померлого тімуха за згодою інших його місце зазвичай посідав його старший син.
Виконавча влада зосереджувалася в руках герусії з п'ятнадцати осіб (звідси ще одна її назва — «Рада п'ятнадцяти»). Членів герусії тімухи обирали зі свого складу — із зауваження Аристотеля, загалом непевного, можна зрозуміти, що теж пожиттєво. На чолі «ради п'ятнадцяти» стояли троє архонтів — їхня кількість збігалася з кількістю філ, на які була поділена громада, але швидше за все це збіг був випадковим. Герусії і архонтам підпорядковувалися інші міські посадовці, з яких джерела згадують астиномів. Астиномів було не менше шести — при цьому три з них відповідали за стан громадських будівель і військову техніку, а інші — за громадські склади
Письмових законів в массаліотів було небагато — судячи з того, що всі вони були виставлені на міській площі для ознайомлення. Закони заохочували поміркованість і заощадливість. Жінкам не дозволяли пити вино. Посаг не міг перевищувати ста золотих. Прощання з покійником обмежували одним днем. Біля міських воріт завжди стояло дві труни — одна для вільних, одна для рабів. Особливі заходи вживалися для попередження внутрішніх заворушень. Зброя і навіть отрути перебували під пильним контролем посадовців. Заборонялися вистави мімів та публічні проповіді, що могли бути приводом для небажаних владі зборів громадян. Іноземець до міста міг увійти лише без зброї — він мав її здати і отримував назад лише тоді, коли залишав місто.
Після замирення з Карфагеном Массалія дотримувалася «політики миру», прагнучи вирішити усі проблеми з сусідами дипломатичним шляхом. Водночас, з часом все більше значення для міста мали його давні союзницькі стосунки з Римом. Массаліоти представляли римські інтереси у Греції і допомогли відновити місто після галльської навали. Зацікавленість у зростанні римської потуги була тим більшою, чим активнішими ставали карфагеняни у стратегічно важливих для Массалії областях — на Корсиці і в Іспанії. Для римлян допомога массаліотів була особливо важливою під час Другої пунічної війни, коли повз місто тричі проходили карфагенські війська. У 154 р. до н. е. Квінт Опімій відбив навалу оксібіїв та децеатів і ще більше розширив володіння Массалії. Проте вже у 125 р. до н. е. Марк Флакк, розгромивши салювіїв, приєднав Південну (майбутню Нарбонську) Галлію до Риму. Міста, засновані римлянами у своїй новій провінції, швидко перетворилися на конкурентів Массалії і місто почало занепадати.
У 102 р. до н. е. Массалії загрожувала навала германського племенів кімврів, проте біля Акв Секстієвих їх розгромив Гай Марій. Загиблих варварів було так багато, що з їхніх кісток массаліоти робили паркани для своїх виноградників. Водночас зовнішні зносини Массалії після перемоги Гая Марія опинилися під повним римським контролем.
У 49 р. до н. е., під час війни Помпея з Цезарем, Луцій Агенобарб переконав массаліотів стати на бік помпеянців. І вже невдовзі місто опинилося в облозі. З суходолу Массалію заблокували три легіони Цезаря під керівництвом Гая Требонія і Децима Брута Альбіна, а з моря — флот. Після кількох місяців виснажливої блокади массаліоти склали зброю. Капітуляцію Цезар прийняв особисто, і навіть демонстративно пом'якшив її умови «з огляду на славне минуле міста». Залишків незалежності Массалія позбулася, проте зберегла самоврядування. І навіть за доби ранньої Римської імперії місто не підпорядковувалося преторам, яких імператори надсилали до Галлії.
Втративши політичний вплив, Массалія (або ж на римський лад — Массілія) залишалася важливим економічним і культурним центром усього Західного Середземномор'я. За правління Августа в місті розгорнулося масштабне будівництво. Агора була перебудована на форум, який складався з двох частин — нижньої, торгівельної, і верхньої, адміністративної і храмової. Біля гавані з'явилися терми. За династії Флавіїв були модернізовані міські корабельні й доки. Лише за пізньої імперії Массілія певною поступилася значенням сусіднім містам, насамперед Арелату.
У 414 році Массілія пережила навалу германського племені вестготів, але здобути місто їм не вдалося. Проте в 474 році його мешканці змушені були визнати владу бургундського короля Гундобада. В 512 році бургунди поступилися містом остготському королю Теодоріху Великому. Той призначив намісником Маробода і доручив йому звозити сюди збіжжя та влаштувати військові склади. Та в 536 році король Вітігес змушений був віддати Массілію франкам. Попри зміну володарів, міста майже не торкалися війни і воно залишалося важливим господарським, торгівельним і релігійним центром — адже в ньому перебувала одна з найвпливовіших католицьких кафедр Галлії. І під владою єпископів здобуло фактичну незалежність, яка обмежувалася лише формальним визнанням королівської зверхності.
Справжні випробування почалися у VIII століття. Боротьба за владу франкському королівстві спочатку оминала місто, проте в 739 році його здобув і розграбував Карл Мартелл. Засновник династії Каролінгів позбавив Массілію самостійності. А внаслідок розриву давніх торгівельних зв'язків її порт майже спорожнів. До того ж, після доби відносного спокою за правління Піпіна Короткого та Карла Великого настали часи нової смути. Вже в 838 році місто сплюндрували сарацини, в 848 — візантійські пірати. Внаслідок розпаду Франкської імперії Массілія опинилася під владою лотарингських володарів, які просто не мали сил захищати віддалені провінції своєї держави. З 888 році сарацини закріпилися на узбережжі Провансу у Фраксинеті і з 923 року їхні напади стали регулярними. Не дивно, що Массілія скоротилася у розмірах до невеликої фортеці, відомої сьогодні як Бабон. Саме з неї, втім, і розпочалося відродження міста, надалі відомого під іменем Марсель.

## Клімат

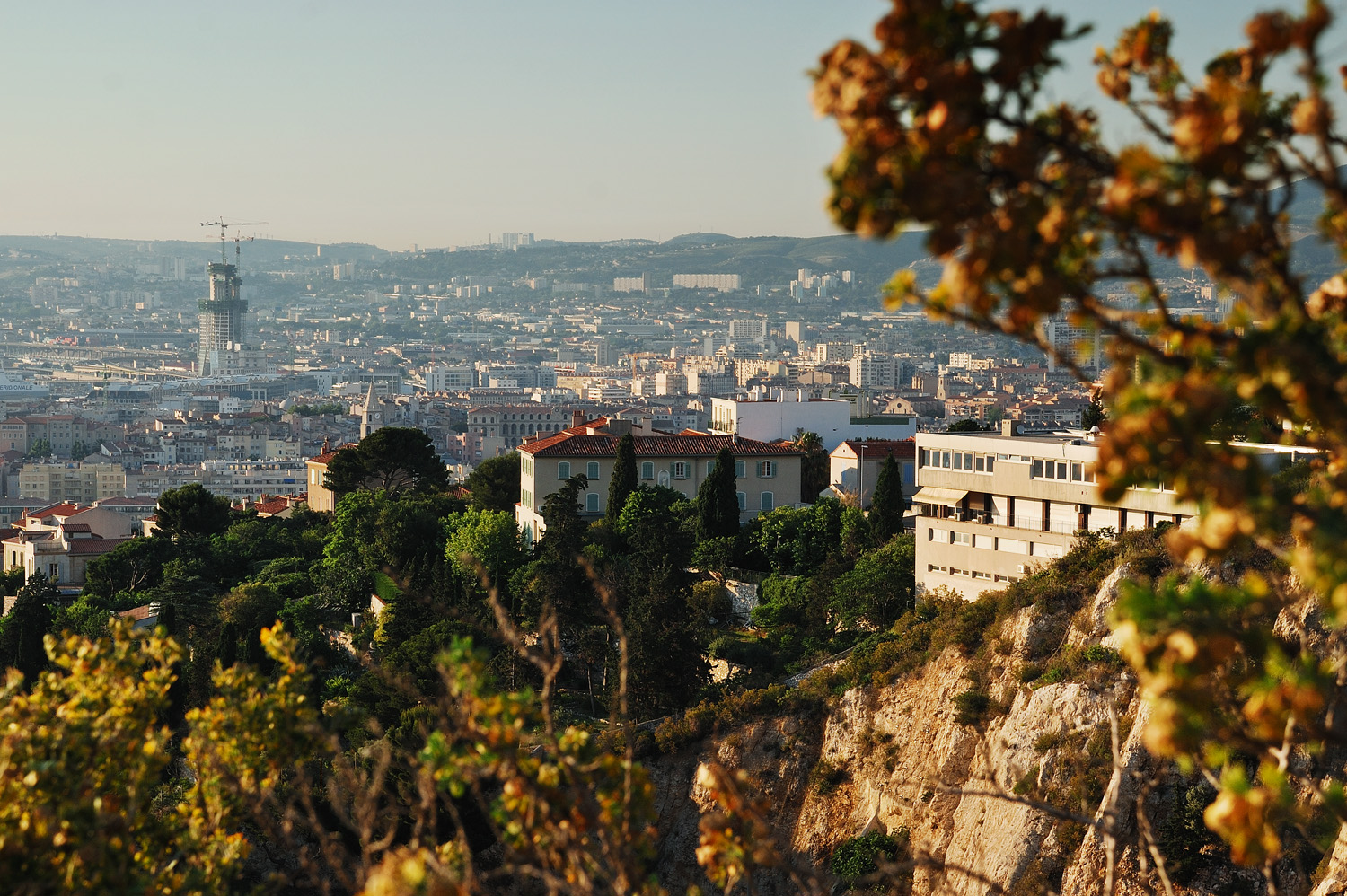
Вид на місто

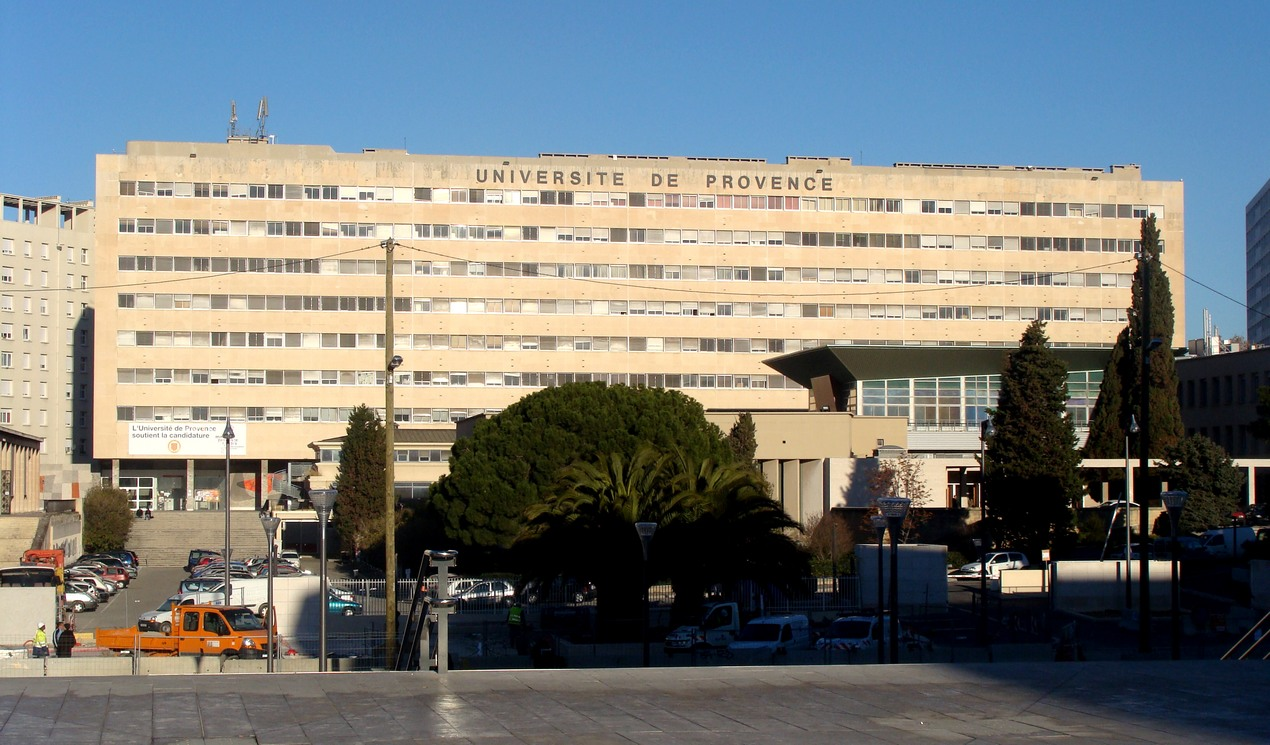
Університет Провансу

У Марселі середземноморський клімат (Csa за класифікацією Кеппена) з м'якою і вологою зимою і, як правило, теплим і сухим літом. Грудень, січень і лютий є найхолоднішими місяцями, середня температура зимового періоду становить близько 12 °C вдень і 4 °C вночі. Липень і серпень найспекотніші місяці, середня температура становить близько 28-30 °C вдень і 19 °C вночі в аеропорту Маріньяно (в 35 км від Марселя), а в місті біля моря середня температура становить 27 °C в липні.
Марсель найсонячніший мегаполіс у Франції з більш ніж 2900 годинами сонячного сяйва, у той час як середня цифра по країні становить лише близько 1950 годин. Місто також є і найпосушливішим великим містом, де випадає тільки 592 мм опадів на рік (514 мм у районі аеропорту). Сухий і холодний вітер містраль, який дме в основному взимку і навесні, забезпечує сонячну погоду в регіоні. Рідше дме сироко, який приносить гаряче повітря і пісок з пустелі Сахара. Сніг випадає рідко, кожна друга зима — безсніжна. Найвища температура (40,6 °C) була зафіксована 26 липня 1983, найнижча температура (-14,3 °C) зафіксована 13 лютого 1929 року.
| Клімат Марселя                                                                            | Клімат Марселя | Клімат Марселя | Клімат Марселя | Клімат Марселя | Клімат Марселя | Клімат Марселя | Клімат Марселя | Клімат Марселя | Клімат Марселя | Клімат Марселя | Клімат Марселя | Клімат Марселя | Клімат Марселя |
| Показник                                                                                  | Січ.           | Лют.           | Бер.           | Квіт.          | Трав.          | Черв.          | Лип.           | Серп.          | Вер.           | Жовт.          | Лист.          | Груд.          | Рік            |
| Абсолютний максимум, °C                                                                   | 21,2           | 22,7           | 26,1           | 28,5           | 33,2           | 36,9           | 40,6           | 38,6           | 33,8           | 30,9           | 24,3           | 23,1           | 40,6           |
| Середній максимум, °C                                                                     | 11,8           | 12,9           | 15,5           | 17,9           | 22,2           | 25,7           | 29,1           | 28,7           | 25,0           | 20,4           | 15,0           | 12,6           | 19,7           |
| Середня температура, °C                                                                   | 8,4            | 9,1            | 11,2           | 13,4           | 17,5           | 20,8           | 24,0           | 23,7           | 20,4           | 16,3           | 11,5           | 9,3            | 15,5           |
| Середній мінімум, °C                                                                      | 4,9            | 5,3            | 6,9            | 8,9            | 12,7           | 16,0           | 18,9           | 18,7           | 15,8           | 12,3           | 7,9            | 6,0            | 11,2           |
| Абсолютний мінімум, °C                                                                    | −10,5          | −14,3          | −7             | −3             | 0,0            | 7,7            | 9,0            | 8,1            | 2,7            | −1,1           | −6             | −11,4          | −14,3          |
| Норма опадів, мм                                                                          | 65.4           | 47.3           | 48.7           | 55.2           | 41.0           | 26.8           | 9.1            | 34.0           | 65.5           | 91.6           | 55.2           | 52.3           | 592.2          |
| Вологість повітря, %                                                                      | 75             | 72             | 67             | 65             | 64             | 63             | 59             | 62             | 69             | 74             | 75             | 77             | 68.5           |
| ----------------------------------------------------------------------------------------- | -------------- | -------------- | -------------- | -------------- | -------------- | -------------- | -------------- | -------------- | -------------- | -------------- | -------------- | -------------- | -------------- |
| Джерело: Normales et records pour la période 1971-2000 à Marseille Observatoire Longchamp |                |                |                |                |                |                |                |                |                |                |                |                |                |

## Демографія
Динаміка населення (INSEE ):
Розподіл населення за віком та статтю (2006):
| Стать | Всього  | До 15 років | 15-24  | 25-44   | 45-64   | 65-85  | Понад 85 |
| --- | ------- | ----------- | ------ | ------- | ------- | ------ | -------- |
| Чоловіки | 392 868 | 77 512      | 57 366 | 108 375 | 91 602  | 52 418 | 5595     |
| Жінки | 446 105 | 74 071      | 59 182 | 119 199 | 103 513 | 76 255 | 13 885   |
| \| Статево-вікова піраміда \| Статево-вікова піраміда \| Статево-вікова піраміда \| \| ----------------------- \| ----------------------- \| ----------------------- \| \| Чоловіки \| Вік \| Жінки \| \| 5595 \| 85 + \| 13 885 \| \| 9284 \| 80-84 \| 17 149 \| \| 12 613 \| 75-79 \| 19 965 \| \| 14 847 \| 70-74 \| 20 348 \| \| 15 674 \| 65-69 \| 18 793 \| \| 18 510 \| 60-64 \| 21 359 \| \| 23 064 \| 55-59 \| 26 135 \| \| 24 422 \| 50-54 \| 27 275 \| \| 25 606 \| 45-49 \| 28 744 \| \| 27 176 \| 40-44 \| 30 281 \| \| 28 119 \| 35-39 \| 30 310 \| \| 27 330 \| 30-34 \| 29 728 \| \| 25 750 \| 25-29 \| 28 880 \| \| 28 749 \| 20-24 \| 31 717 \| \| 28 617 \| 15-20 \| 27 465 \| \| 25 578 \| 10-14 \| 24 758 \| \| 25 913 \| 5-9 \| 24 100 \| \| 26 021 \| 0-4 \| 25 213 \| |         |             |        |         |         |        |          |
| Статево-вікова піраміда |         |             |        |         |         |        |          |
| Чоловіки | Вік     | Жінки       |        |         |         |        |          |
| 5595 | 85 +    | 13 885      |        |         |         |        |          |
| 9284 | 80-84   | 17 149      |        |         |         |        |          |
| 12 613 | 75-79   | 19 965      |        |         |         |        |          |
| 14 847 | 70-74   | 20 348      |        |         |         |        |          |
| 15 674 | 65-69   | 18 793      |        |         |         |        |          |
| 18 510 | 60-64   | 21 359      |        |         |         |        |          |
| 23 064 | 55-59   | 26 135      |        |         |         |        |          |
| 24 422 | 50-54   | 27 275      |        |         |         |        |          |
| 25 606 | 45-49   | 28 744      |        |         |         |        |          |
| 27 176 | 40-44   | 30 281      |        |         |         |        |          |
| 28 119 | 35-39   | 30 310      |        |         |         |        |          |
| 27 330 | 30-34   | 29 728      |        |         |         |        |          |
| 25 750 | 25-29   | 28 880      |        |         |         |        |          |
| 28 749 | 20-24   | 31 717      |        |         |         |        |          |
| 28 617 | 15-20   | 27 465      |        |         |         |        |          |
| 25 578 | 10-14   | 24 758      |        |         |         |        |          |
| 25 913 | 5-9     | 24 100      |        |         |         |        |          |
| 26 021 | 0-4     | 25 213      |        |         |         |        |          |

## Релігія
Основні релігійні громади в Марселі:
- Римо-католики (405 тисяч)
- Мусульмани (200 тисяч)
- Парафіяни Вірменської апостольської церкви (80 тисяч)
- Юдеї (80 тисяч), третя за величиною єврейська громада в Європі
- Протестанти (20 тисяч)
- Православні (10 тисяч)
- Індуїсти (4 тисячі)
- Буддисти (3 тисячі)

## Пам'ятки

### Церкви і собори
- Собор Діви Марії — кафедральний католицький собор XIX століття.
- Базиліка Нотр-Дам-де-ля-Гард (XIX століття).
- Абатство Сен-Віктор, засноване в V столітті, один з перших монастирів Галлії.

### Замки і палаци
- Палац Лоншан.
- Палац Фаро.
- Замок Борелі.
- Шато Пастре.
- Замок Іф, розташований на однойменному острові в Середземному морі на відстані однієї милі від Марселя.

### Сади і парки
- Сад руїн — парк-музей з руїнами античного міста, які були виявлені під час розкопок.
- Сад Жарден-дю-Фаро, у якому розмістився палац Фаро.
- Ботанічний сад в парку замку Борелі.

### Інше
- Старий порт Марселя (а також Марсельський міст-пором – не зберігся)
- Форт Сен-Ніколас.
- Форт Сен-Жан.
- Ратуша, побудована в стилі бароко в другій половині XVII століття.
- Канеб'єр – головна вулиця, прокладена 1666 року.

## Музеї
- Музей образотворчих мистецтв — колекція живопису, скульптури і малюнків XVI—XIX століть.
- Музей історії Марселя — зібрання знайдених при розкопках предметів епохи античності і середньовіччя.
- Музей військово-морського флоту.
- Музей цивілізацій Європи і Середземномор'я
- Форт Сен-Жан (Марсель)
- Музей археології Середземномор'я.
- Музей декоративного мистецтва, кераміки та моди — унікальне зібрання понад 1500 шедеврів гончарного мистецтва.
- Музей природознавства.
- Музей Прованса.
- Музей Кантіні.
- Музей сучасного мистецтва.

## Спорт
У місті базується футбольний клуб Олімпік, який представляє Марсель у вищій лізі французького футболу. Команда — 9-разовий чемпіон Франції та 10-разовий володар кубка країни, а також переможець першого сезону Ліги чемпіонів 1992-93. Домашня арена — стадіон «Велодром» (67 394 місця).

## Економіка
2010 року серед 545 990 осіб працездатного віку (15—64 років) 363 242 були активними, 182 748 — неактивними (показник активності 66,5%, у 1999 році було 65,7%). З 363 242 активних мешканців працювали 300 044 особи (152 977 чоловіків та 147 067 жінок), безробітними було 63 198 (32 238 чоловіків та 30 960 жінок). Серед 182 748 неактивних 71 190 осіб було учнями чи студентами, 37684 — пенсіонерами, 73874 були неактивними з інших причин.

У 2010 році у муніципалітеті зареєстровано 360 027 оподаткованих домогосподарств, у яких проживали 819 908 осіб, медіана доходів виносила 16 456 євро на одного особоспоживача.

## Відомі люди
У місті народились:
- Адольф Тьєр (1797—1877) — французький політичний діяч та історик
- Оноре Дом'є (1808—1879) — французький художник-графік, живописець і скульптор
- Едмон Ростан (1868—1918) — французький поет і драматург
- Венсан Скотто (1874—1952) — французький композитор
- Антонен Арто (1896—1948) — французький письменник, драматург, реформатор театру, актор, поет, есеїст
- Моріс Бежар (1927—2007) — французький хореограф та реформатор балету;
- Фернандель (1903—1971) — французький комедійний кіноактор, співак
- Жан-Патрік Маншетт (1942—1995) — французький письменник, сценарист, журналіст та перекладач;
- Поль Моріа (1925—2006) — французький композитор, аранжувальник і диригент;
- Поль Пребуа (1927—1997) — французький театральний та кіноактор, комік, радіоведучий;
- Едмон Ростан (1868—1918) — французький поет і драматург, член Французької академії
- Фернан Шарпен (1887—1944) — французький театральний та кіноактор
- Жан Сорель (1934) — французький кіноактор
- Джулія Дітце (1981) — німецька акторка.
- Зінедін Зідан (1972) — французький футболіст і тренер.

Мешканцем Массілії (стародавнього Марселя) був мандрівник Евтімен (VI ст. до н. е.).

## Галерея зображень

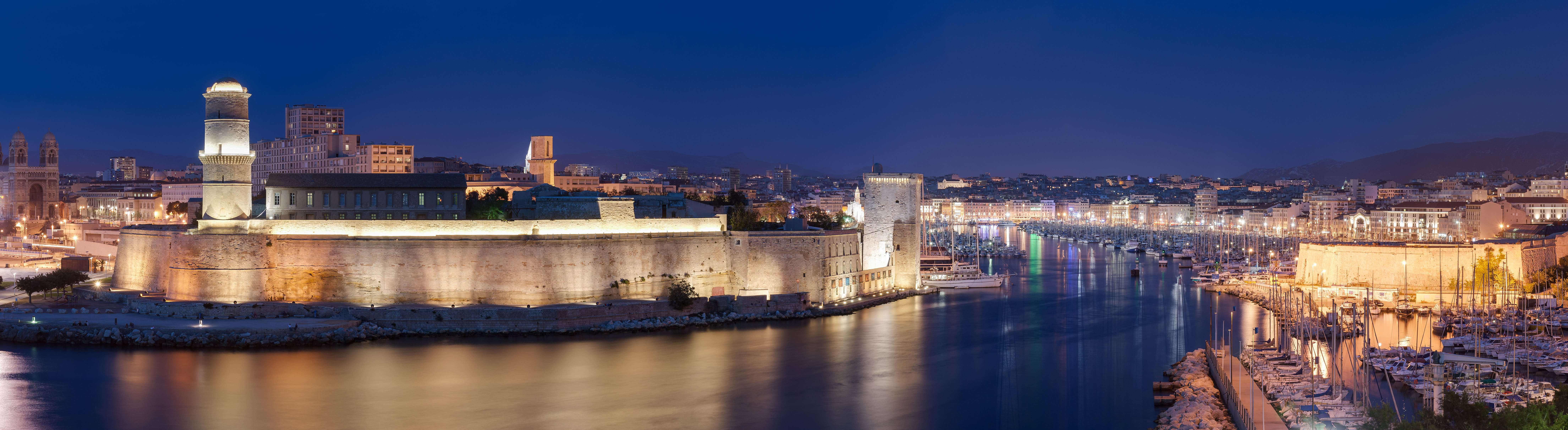
Марсель вночі

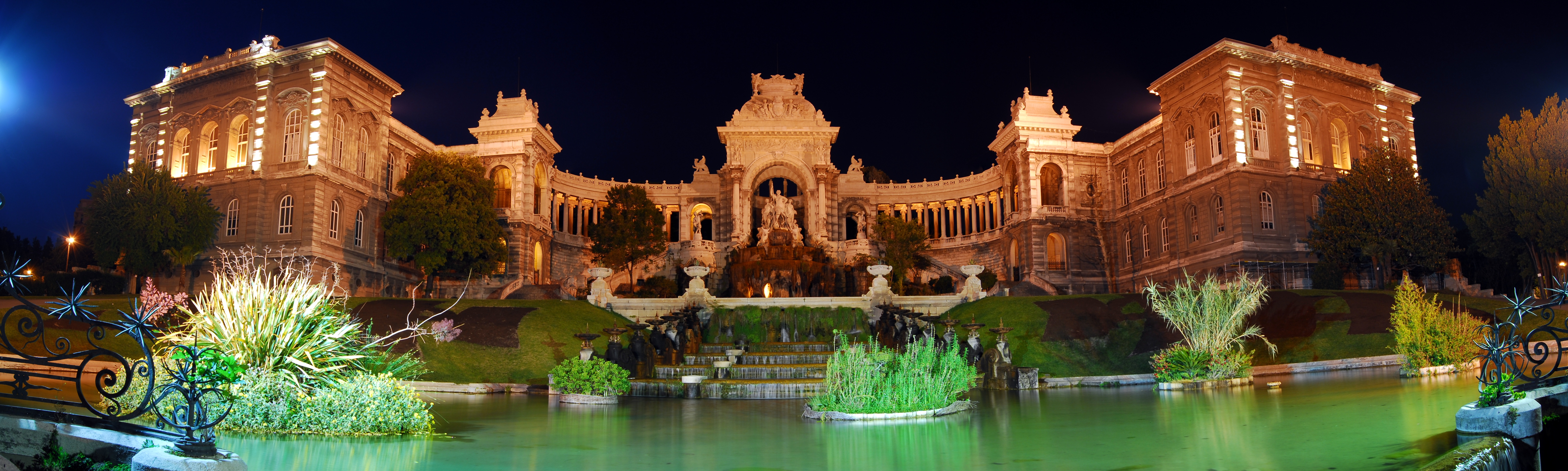
Палац Лоншан вночі

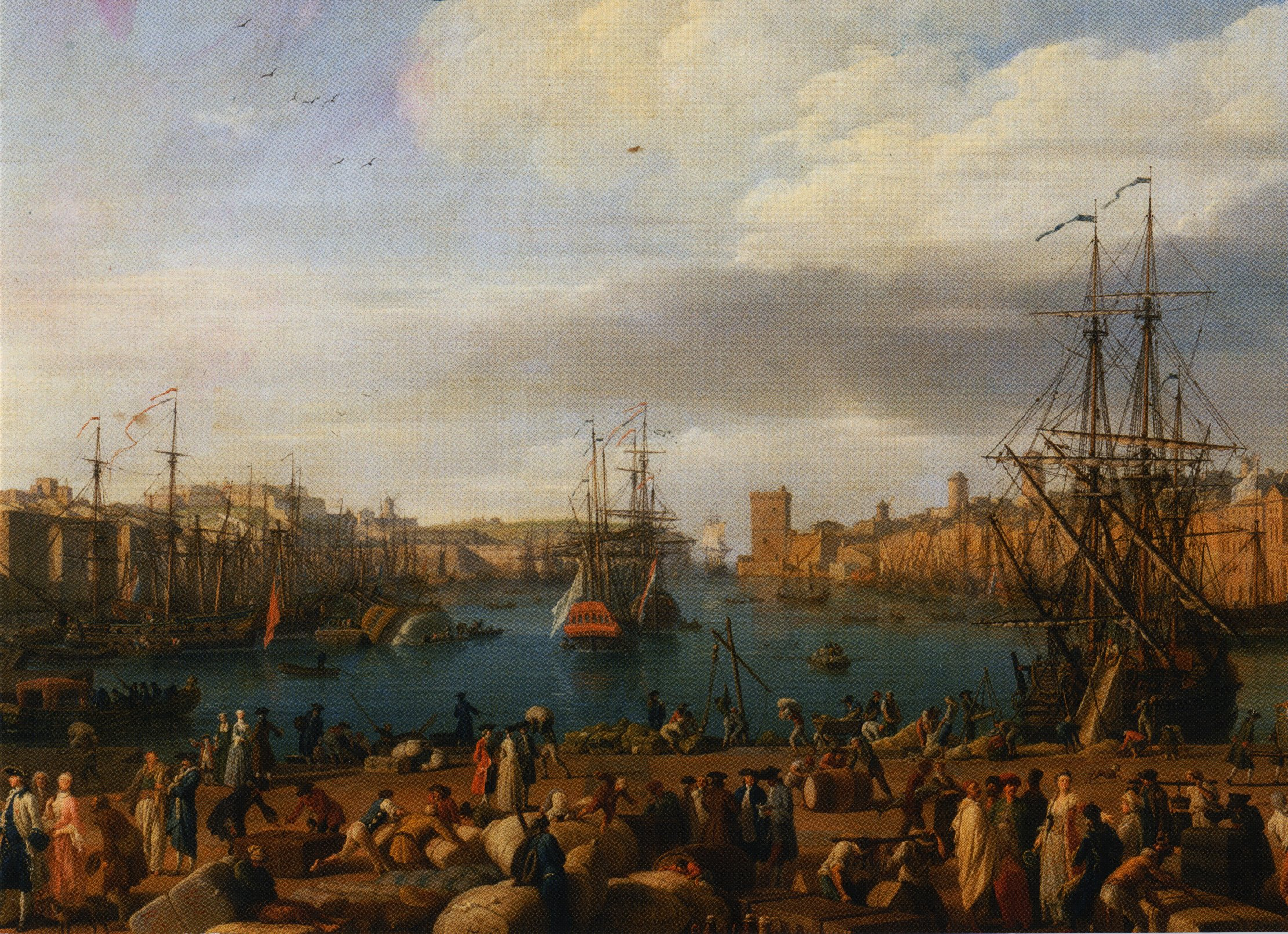
Клод Жозеф Верне, «Марсельський порт», 1754
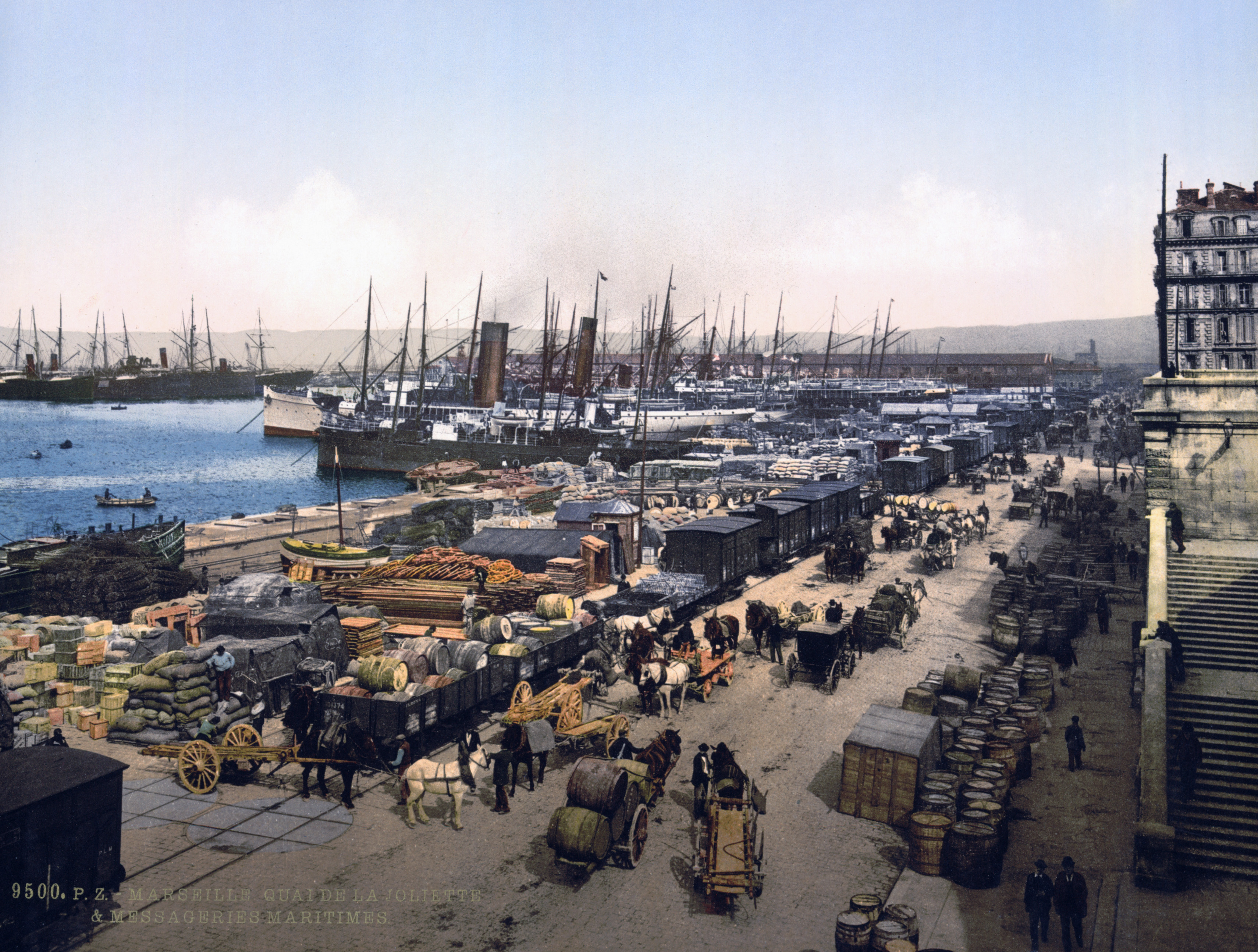
Марсельський порт у 1890 році
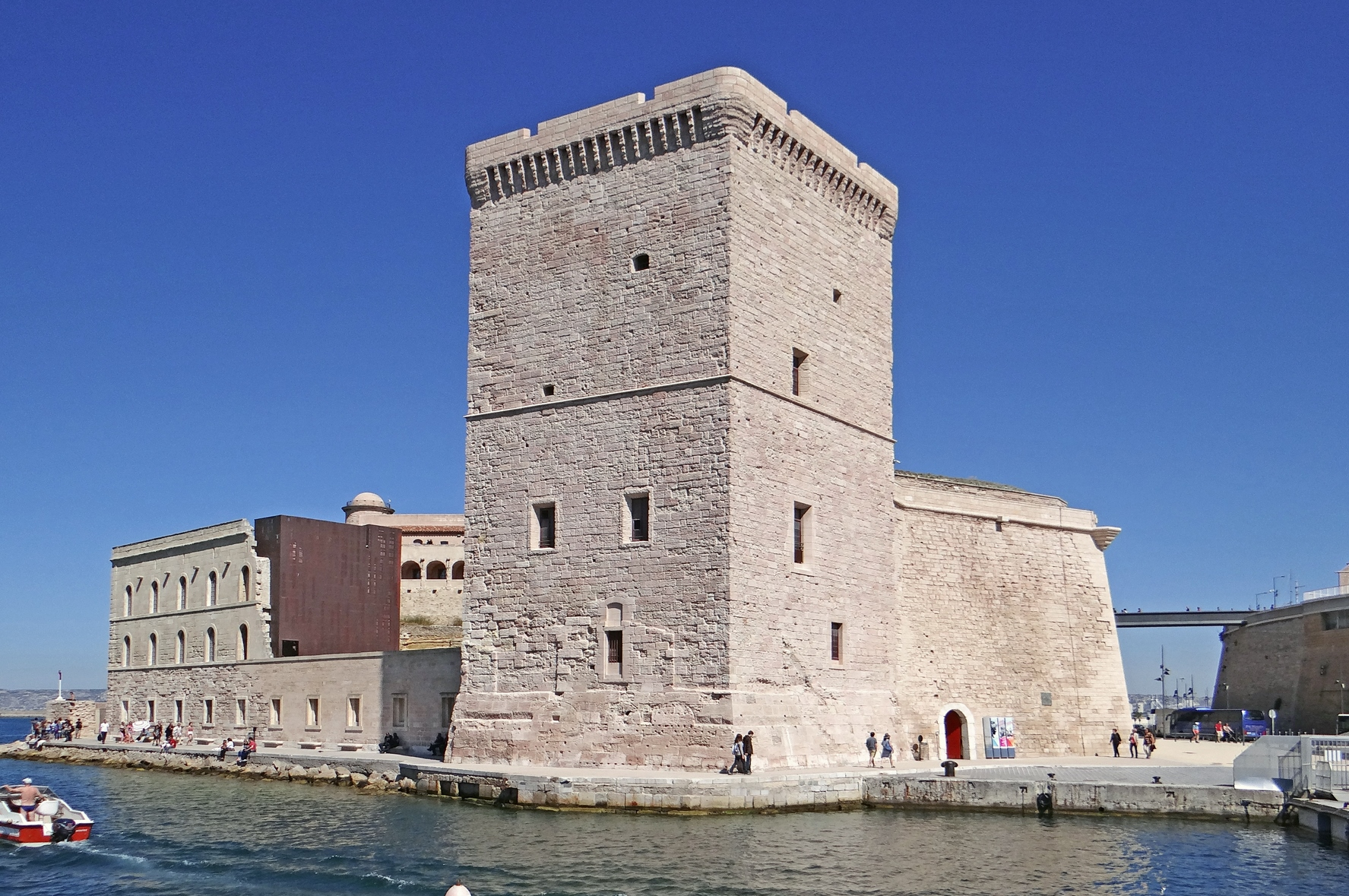
Форт Сен-Жан, на передньому плані вежа короля Рене (Музей цивілізації в Європі і Середземномор'ї)
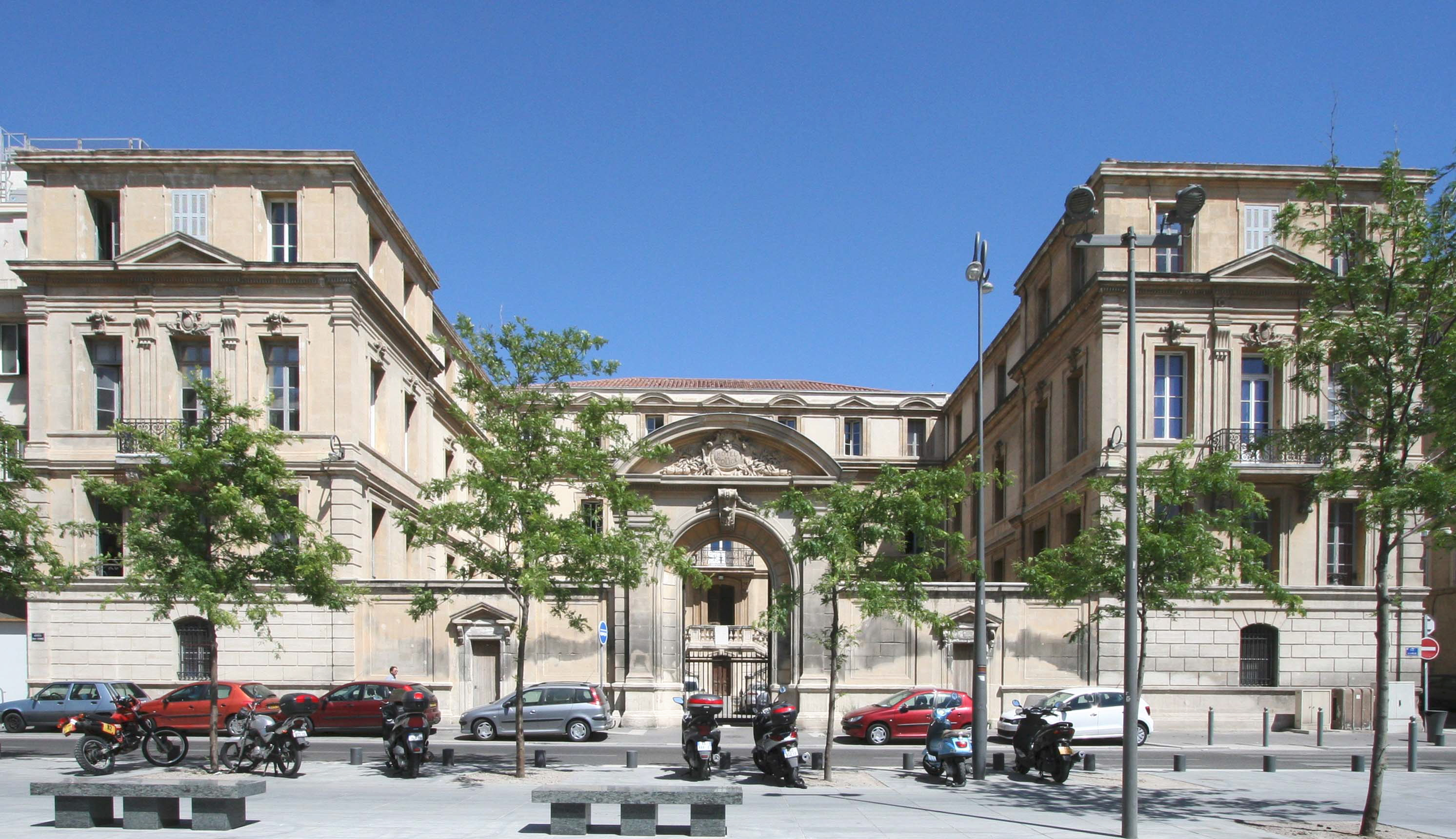
Поліцейська дільниця в Марселі, колишній палац єпископа Марселя
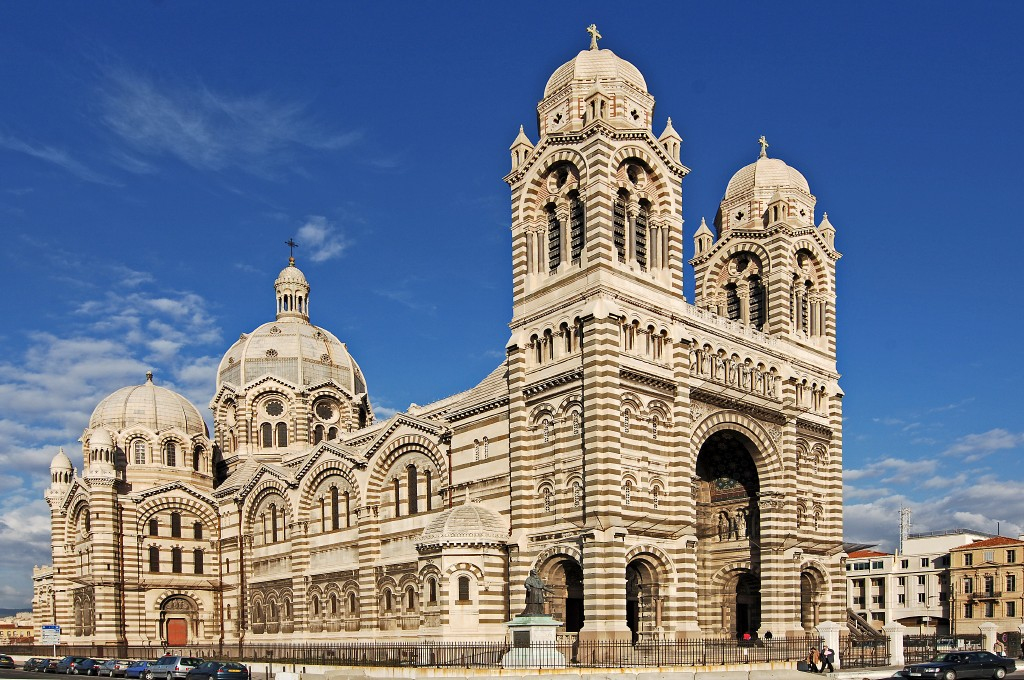
Собор Діви Марії в Марселі
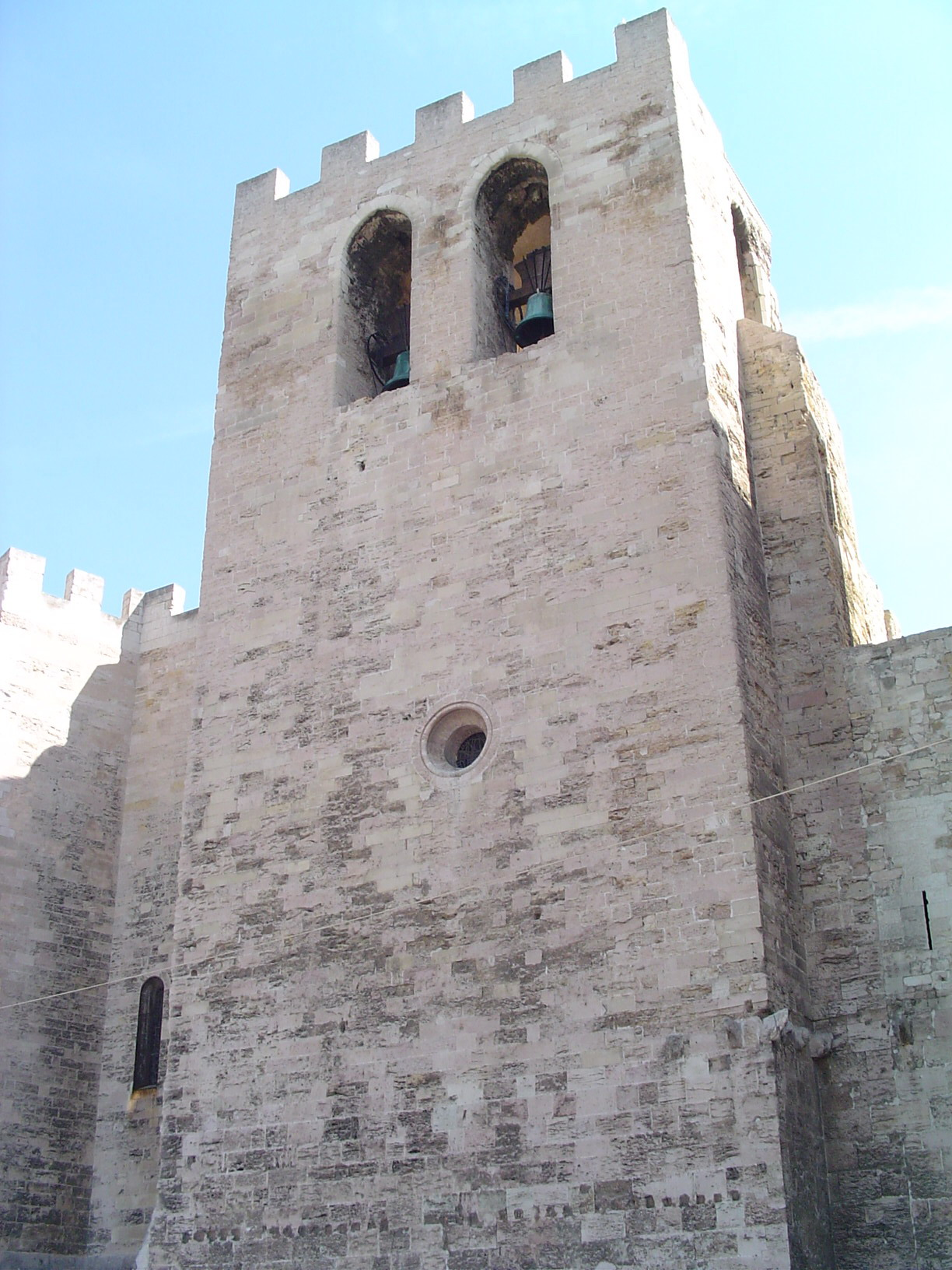
Абатство Сен-Віктор
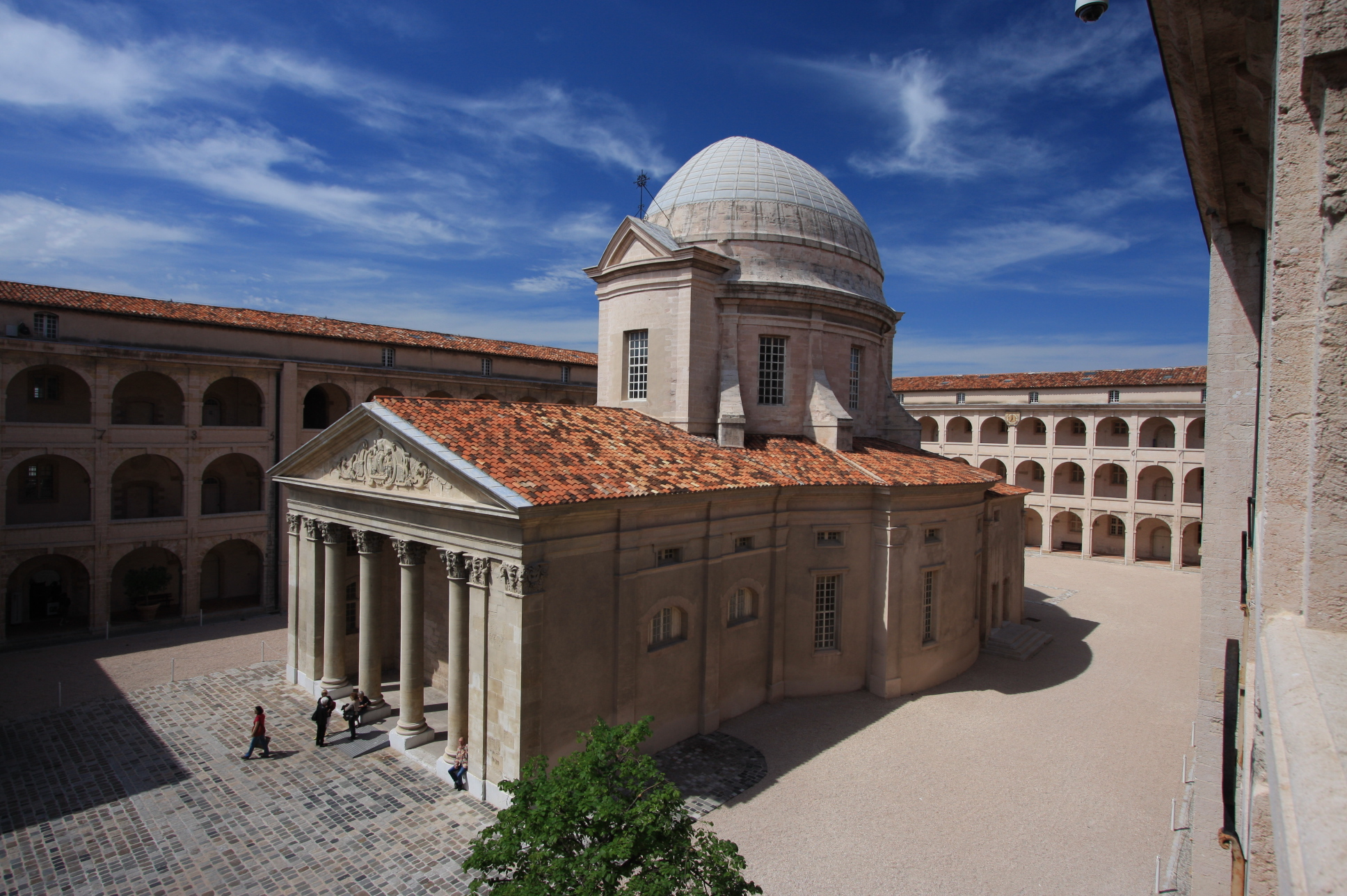
Музей середземноморської археології в Марселі
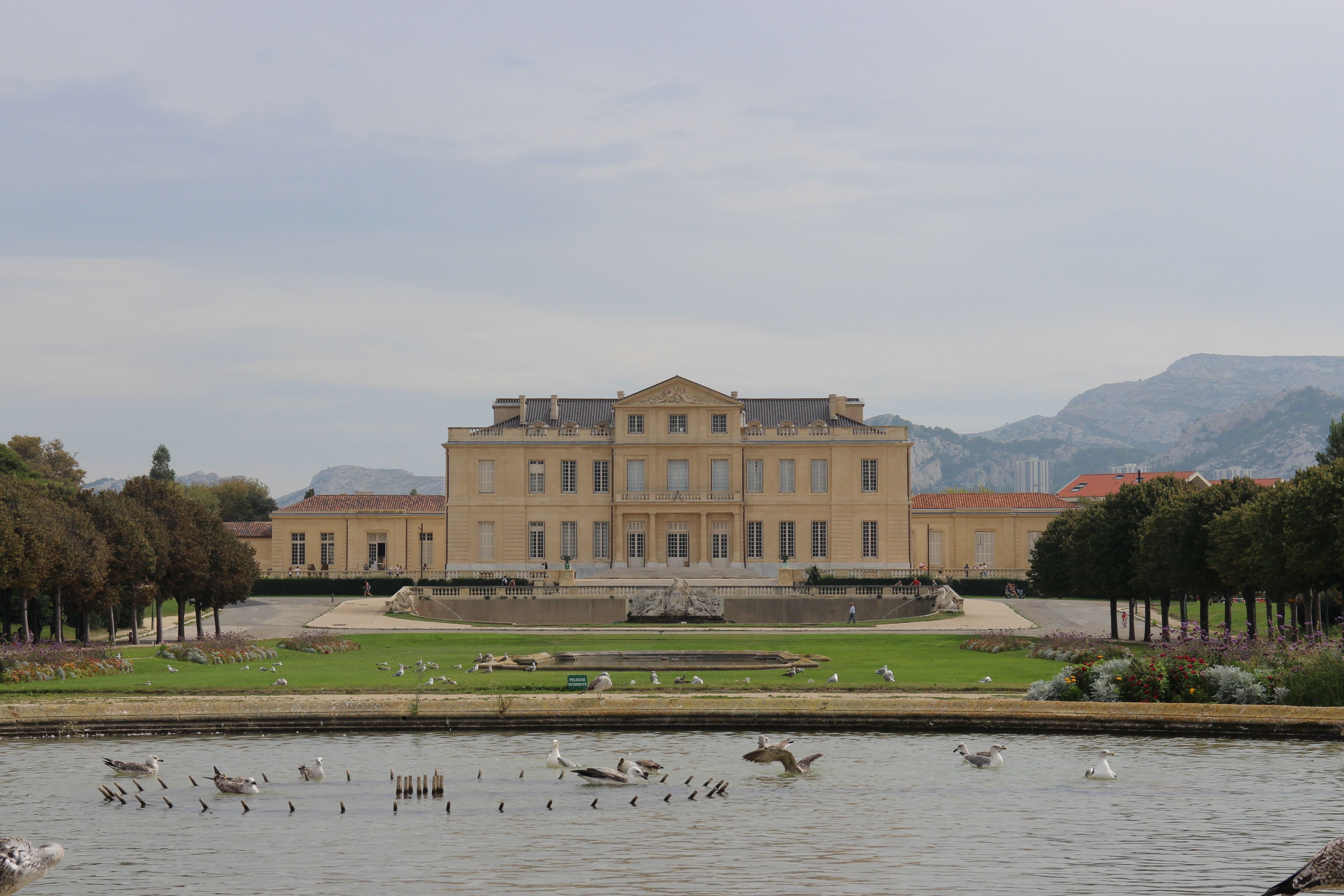
Музей декоративного мистецтва, кераміки та моди
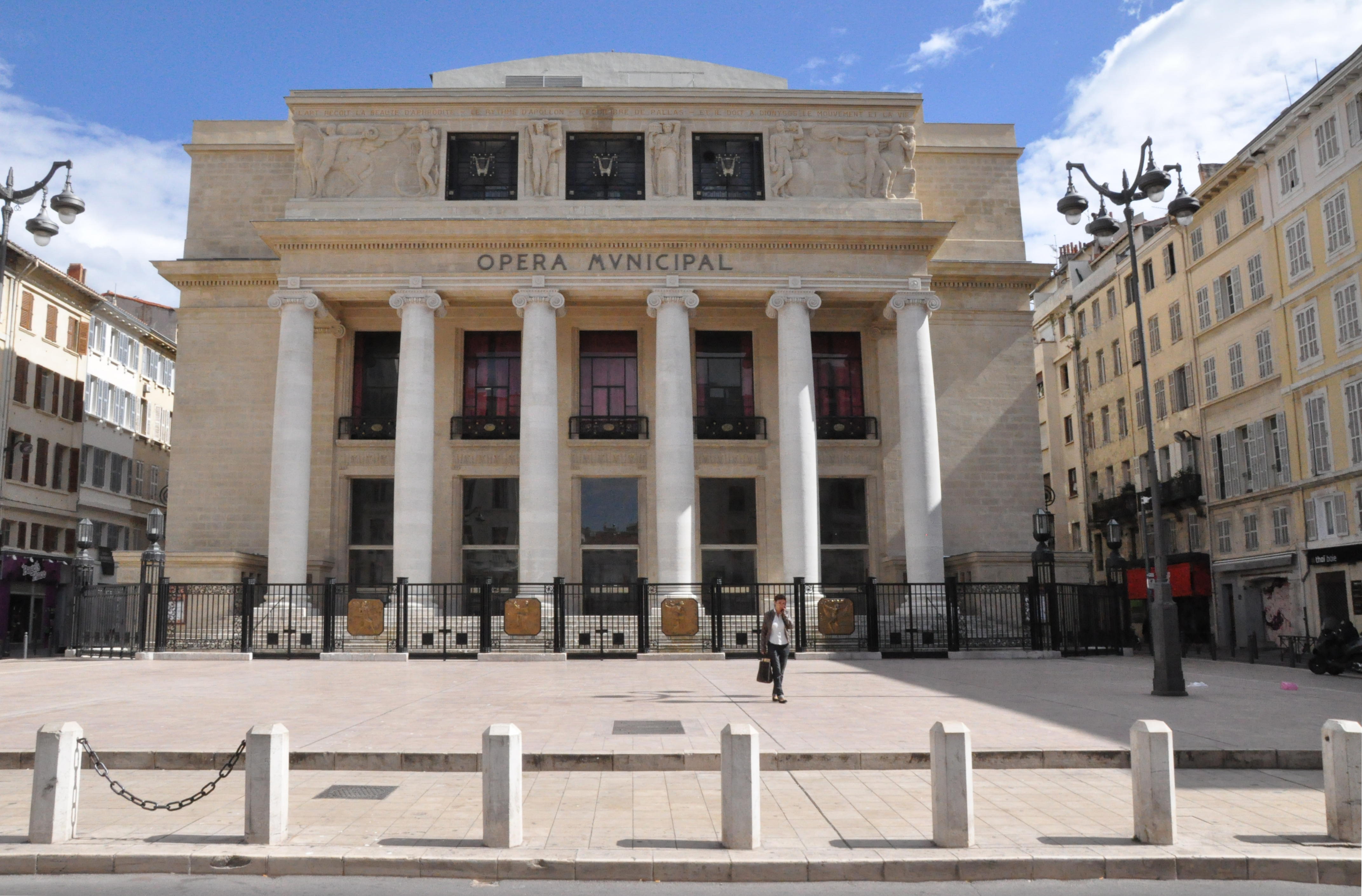
Марсельська Опера
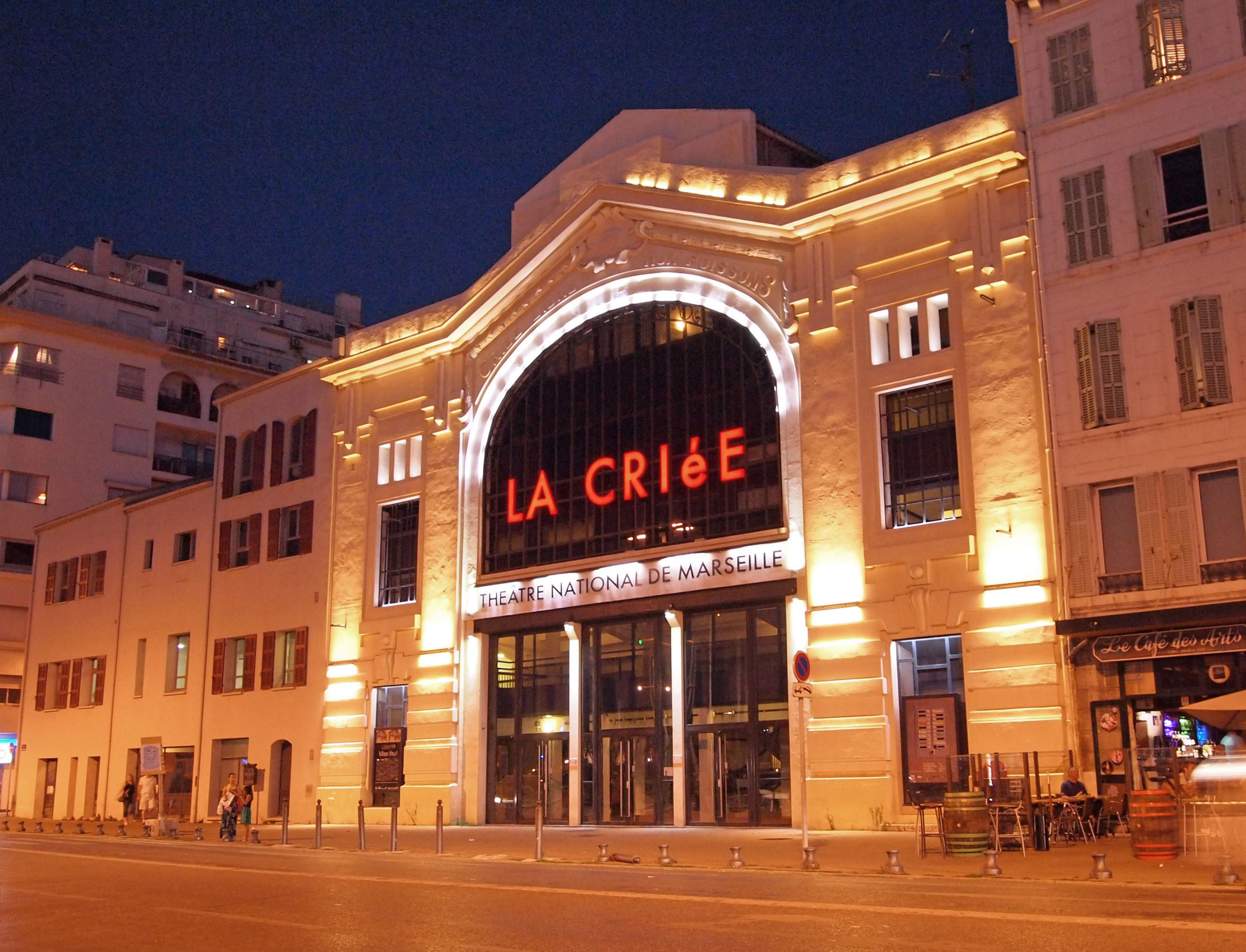
Національний театр у Марселі
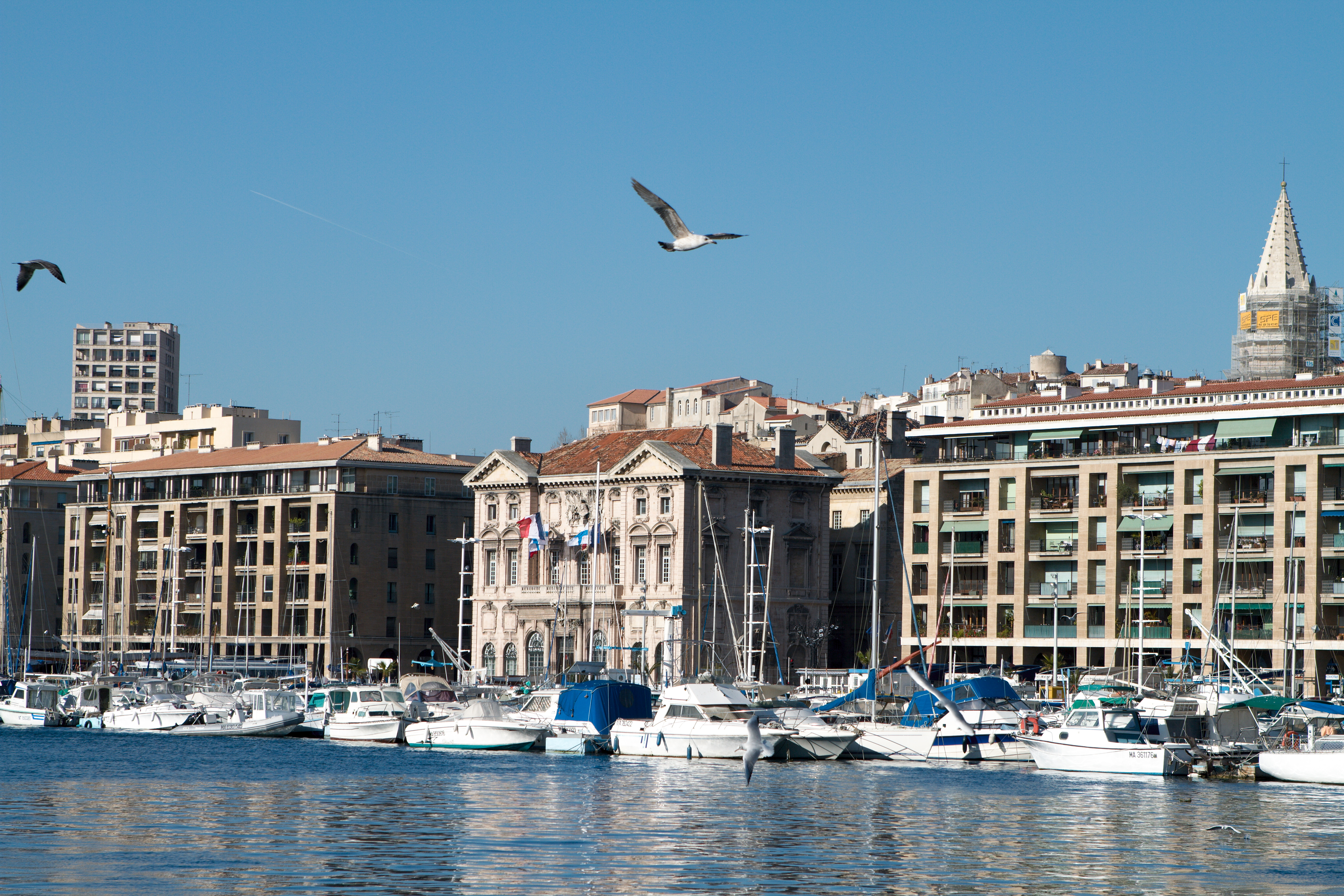
Марсельська ратуша
CMA CGM Tower висотою 147 метрів, найвища будівля МарселяCMA CGM Tower висотою 147 метрів, найвища будівля Марселя
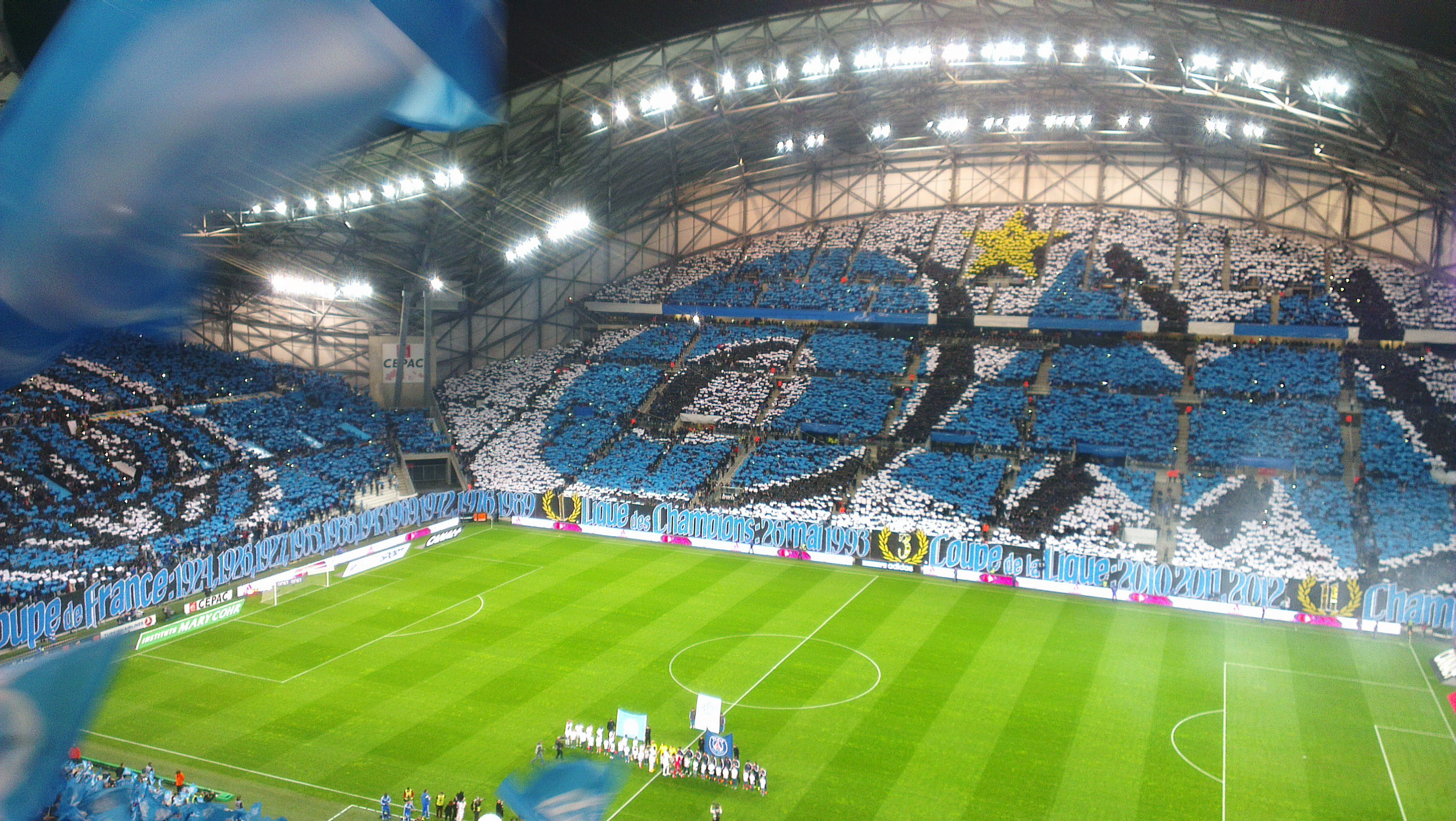
Стадіон «Велодром»
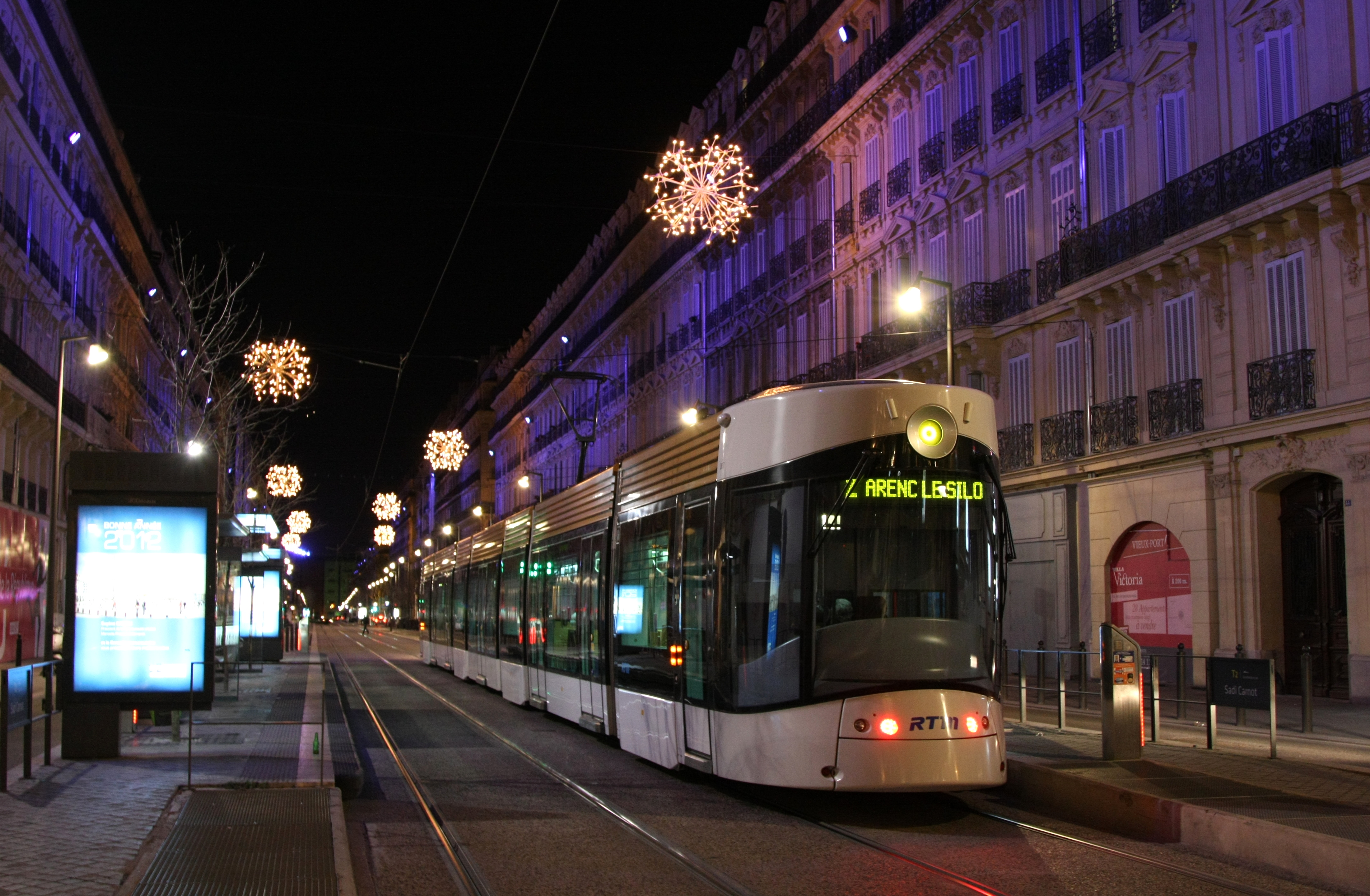
Марсельський трамвай
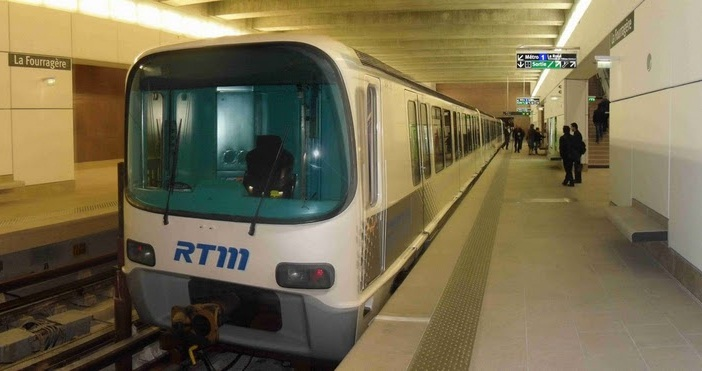
Марсельське метро
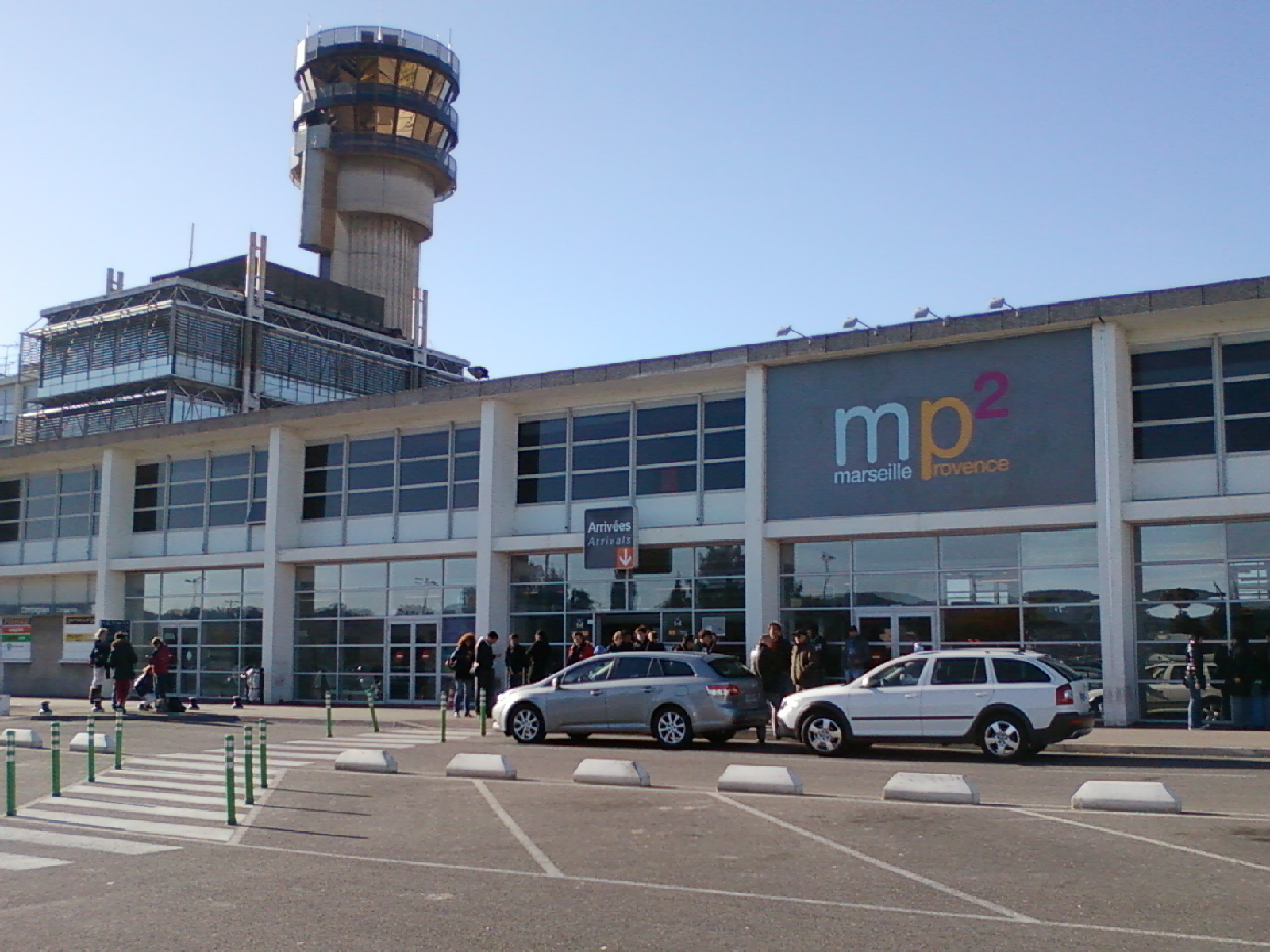
Аеропорт Марсель-Прованс
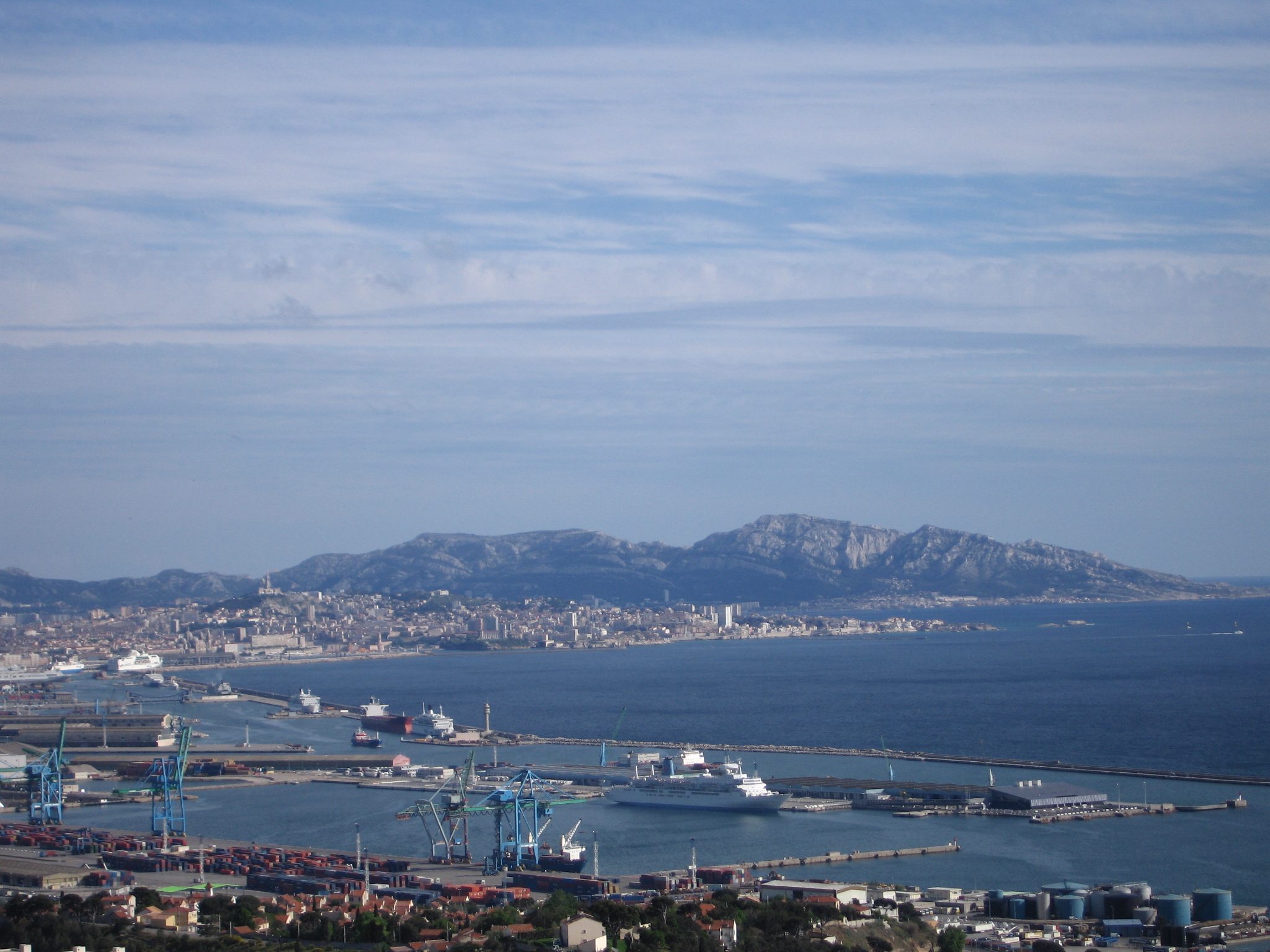
Порт Марселя